# (18809) Meileawertz
(18809) Meileawertz (1999 JP86) – planetoida z pasa głównego asteroid okrążająca Słońce w ciągu 3,73 lat w średniej odległości 2,4 j.a. Odkryta 12 maja 1999 roku.